# Personer i Sverige födda i Ungern
Till personer i Sverige födda i Ungern räknas personer som är folkbokförda i Sverige och som har sitt ursprung i Ungern. Enligt Statistiska centralbyrån fanns det 2017 i Sverige sammanlagt cirka 16 800 personer födda i Ungern. 2019 bodde det i Sverige sammanlagt 33 116 personer som antingen själva var födda i Ungern eller hade minst en förälder som var det. Av dessa är runt 10 000 protestanter, varav många utöver den ungerska protestantiska kyrkan i Sverige dessutom är medlemmar i Svenska Kyrkan - vilket tyder på en protestantisk överrepresentation bland gruppen i Sverige. 

## Historik
En tidig ungrar-ättling  var Christoffer Polhem vars far var tvungen att fly Ungern, till Svenska Pommern, då de österrikiska katolikerna förföljde de ungerska protestanterna.
Medlemmar ur ätten Von Simolin (ursprungligen Báthory) bosatte sig i Åbo.
Carl de Sharengrad flydde från österrikarna efter revolten 1848. Sofja Kovalevsky var ättling till den ungerska renässanskungen Matthias Hunyady. Nobelpristagaren i medicin 1914 Robert Bárány satt i rysk krigsfångenskap och blev hjälpt till Sverige ca 1916.
Efter freden i Trianon sökte sig många ungrare bort, bl.a. dirigenten Carl von Garaguly.
Den ungerska Nobelpristagaren i kemi George de Hevesy flydde till Sverige 1944.
Under Ungernrevolten i oktober-november 1956 flydde cirka 8 000 ungrare till Sverige,

## Historisk utveckling

### Födda i Ungern
| Personer i Sverige födda i Ungern 1900–2024 | Personer i Sverige födda i Ungern 1900–2024 | Personer i Sverige födda i Ungern 1900–2024 | Personer i Sverige födda i Ungern 1900–2024 | Personer i Sverige födda i Ungern 1900–2024 |
| --- | ------------------------------------------- | ------------------------------------------- | ------------------------------------------- | ------------------------------------------- |
| |                                             |                                             |                                             |                                             |
| År |                                             |                                             | Folkmängd                                   |                                             |
| 1900 | 1900                                        |                                             | 50                                          |                                             |
| 1930 | 1930                                        |                                             | 108                                         |                                             |
| 1950 | 1950                                        |                                             | 2 030                                       |                                             |
| 1960 | 1960                                        |                                             | 8 544                                       |                                             |
| 1970 | 1970                                        |                                             | 10 650                                      |                                             |
| 1980 | 1980                                        |                                             | 12 929                                      |                                             |
| 1990 | 1990                                        |                                             | 15 045                                      |                                             |
| 2000 | 2000                                        |                                             | 14 127                                      |                                             |
| 2001 | 2001                                        |                                             | 14 027                                      |                                             |
| 2002 | 2002                                        |                                             | 13 935                                      |                                             |
| 2003 | 2003                                        |                                             | 13 794                                      |                                             |
| 2004 | 2004                                        |                                             | 13 672                                      |                                             |
| 2005 | 2005                                        |                                             | 13 600                                      |                                             |
| 2006 | 2006                                        |                                             | 13 711                                      |                                             |
| 2007 | 2007                                        |                                             | 14 057                                      |                                             |
| 2008 | 2008                                        |                                             | 14 624                                      |                                             |
| 2009 | 2009                                        |                                             | 15 119                                      |                                             |
| 2010 | 2010                                        |                                             | 15 339                                      |                                             |
| 2011 | 2011                                        |                                             | 15 441                                      |                                             |
| 2012 | 2012                                        |                                             | 15 678                                      |                                             |
| 2013 | 2013                                        |                                             | 15 953                                      |                                             |
| 2014 | 2014                                        |                                             | 16 193                                      |                                             |
| 2015 | 2015                                        |                                             | 16 531                                      |                                             |
| 2016 | 2016                                        |                                             | 16 676                                      |                                             |
| 2017 | 2017                                        |                                             | 16 792                                      |                                             |
| 2018 | 2018                                        |                                             | 16 799                                      |                                             |
| 2019 | 2019                                        |                                             | 16 728                                      |                                             |
| 2020 | 2020                                        |                                             | 16 480                                      |                                             |
| 2021 | 2021                                        |                                             | 16 381                                      |                                             |
| 2022 | 2022                                        |                                             | 16 568                                      |                                             |
| 2023 | 2023                                        |                                             | 16 900                                      |                                             |
| 2024 | 2024                                        |                                             | 16 960                                      |                                             |
| Anm.: Befolkning den 31 december respektive år förutom åren 1960 och 1970 som avser förhållandet den 1 november och år 1980 som avser förhållandet den 15 september. |                                             |                                             |                                             |                                             |